# Štětka (rod)
Štětka (Dipsacus) je rod dvouletých rostlin tvořený 15 až 20 druhy. Rod byl v minulosti součástí čeledě rostlin štětkovitých, která se s nástupem taxonomického systému APG II stala v roce 2003 součástí čeledě zimolezovitých. Do rodu štětka byl zároveň včleněn rod štětička (Virga).
Jednotlivé druhy rodu pocházejí z Evropy a Asie a druhotně byly některé rozšířeny do Severní Ameriky. V české přírodě se nestejně často vyskytuje pět druhů. Rostliny nejlépe rostou ve vlhké půdě na plném slunci, ve stínu a na kamenitém stanovišti jsou menší a chudě kvetou.

## Popis
Dvouleté byliny se statnými, rozvětvenými lodyhami a hlubokými kořeny. Bazální listy s dlouhými řapíky jsou celokrajné nebo laločnatě zpeřené a po obvodě zubaté či lalokovité. Lodyžní listy jsou přisedlé nebo krátce řapíkaté, vyrůstají vstřícně, u báze jsou párovitě srostlé a jejich tvary jsou obdobné listům bazálním. Lícní i rubové strany mohou mít lysé nebo chlupaté.
Na koncích lodyh vyrůstají terminální květenství, strbouly kulovitého, vejčitého či válcovitého tvaru tvořené oboupohlavnými květy. Vztyčené nebo široce rozložené zákrovní listeny vyrůstají v jedné nebo dvou řadách a jsou tuhé a pichlavé. V květenství je plevnaté lůžko s tuhými plevami. Každý květ je až po kalich ponořen v pohárku tvořeném dvěma srostlými listenci (někdy považovaném za druhý kalich). Květy mají čtyřcípou trubkovitou nebo nálevkovitou korunu, ze které ční čtyři volné tyčinky s prašníky. V květu je dále spodní, ze dvou plodolistů vytvořený jednopouzdrý semeník s jediným vajíčkem a jednou nitkovitou čnělkou s boční bliznou. Protandrické květy jsou opylovány hmyzem, kterému nabízejí hojnost nektaru a výživného pylu.
Plod je nažka, věnčená vytrvalým kalichem a ponořená v zákrovečku. Rostliny se obvykle rozmnožují nepravidelně klíčícími nažkami, na jaře nebo na konci léta, klíčivost si zachovávají po několik let. Ploidie rodu je 2n = 18.

## Význam
V minulosti byly suché strbouly některých druhů, např. štětky soukenické nebo štětky laločnaté používány k ručnímu česání vlasu vyrobeného sukna. Za tímto účelem byly oba druhy okolo roku 1700 dovezeny do Spojených států, kde zplaněly a na tamních pastvinách se staly nevítaným, intenzívně se šířícím plevelem.
Nyní bývají lodyhy se suchými strbouly barveny a používají se v dekorativních suchých vazbách. V lidovém léčitelství se z jejich kořenů vyrábějí léčivé tinktury pro léčbu revmatismu, tuberkulózy a nemocí trávicího traktu.

## Nejznámější druhy
V evropské přírodě vyrůstá těchto osm druhů:
- štětka chlupatá (Dipsacus pilosus)
- štětka laločnatá (Dipsacus laciniatus)
- štětka planá (Dipsacus fullonum)
- štětka soukenická (Dipsacus sativus)
- štětka větší (Dipsacus strigosus)
- Dipsacus comosus
- Dipsacus ferox
- Dipsacus gmelinii[10]

## Galerie

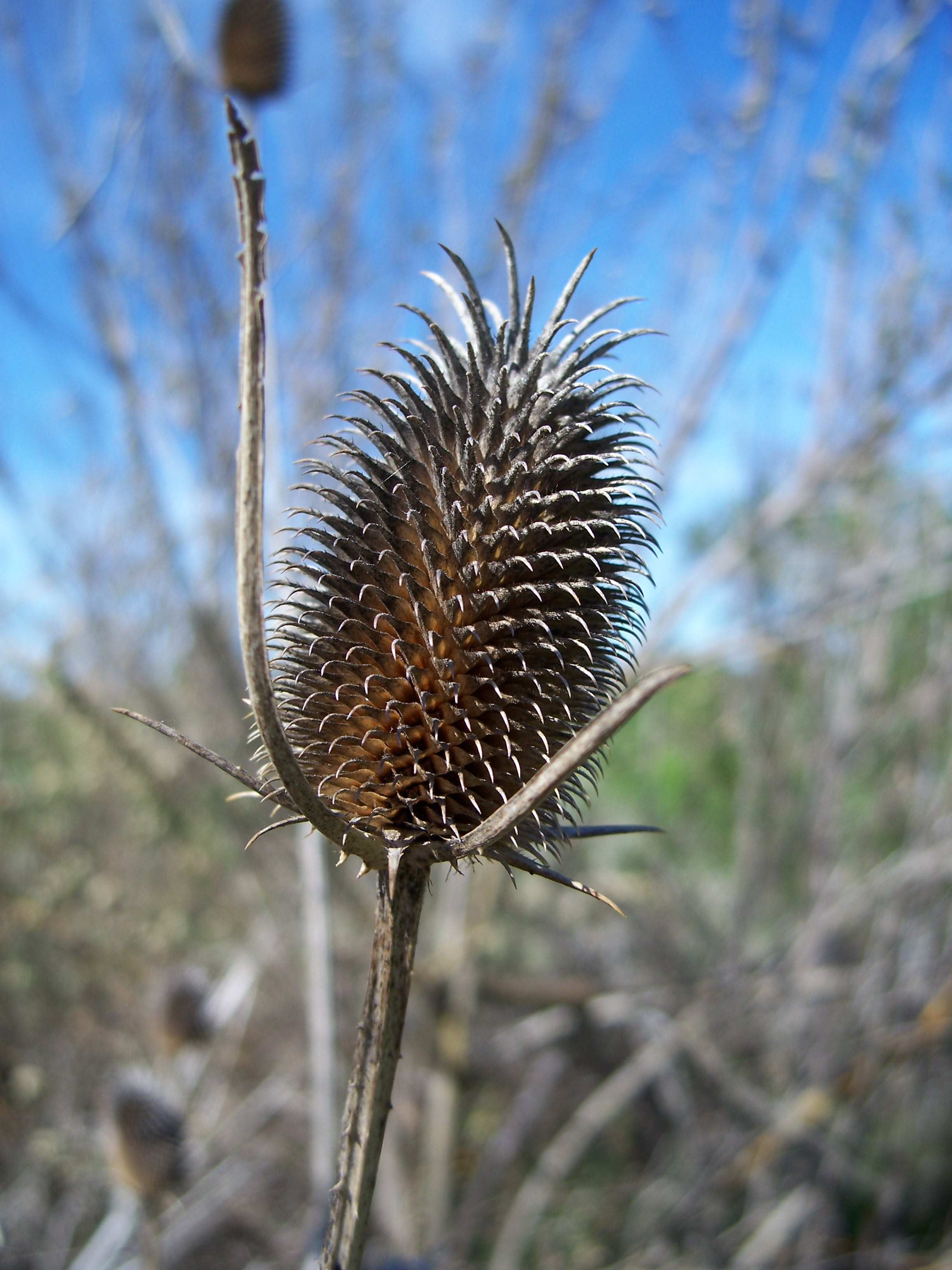
Štětka soukenická
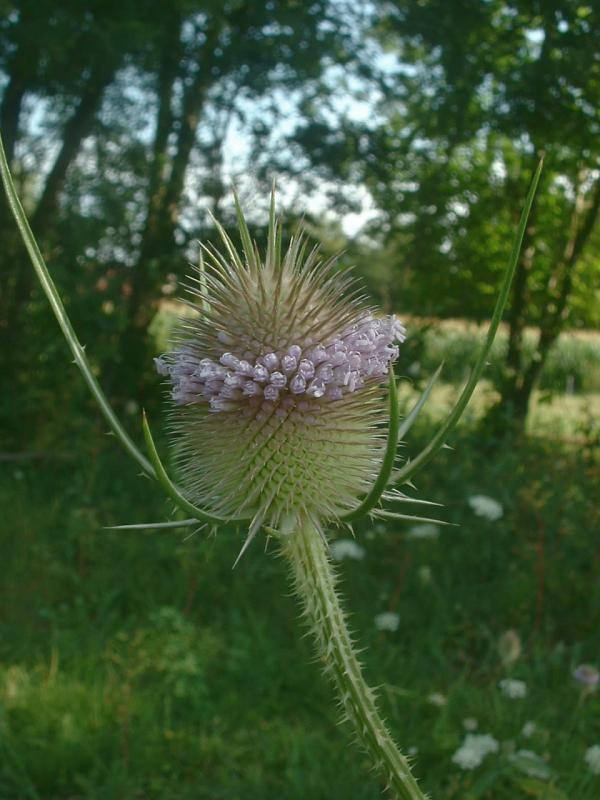
Štětka planá
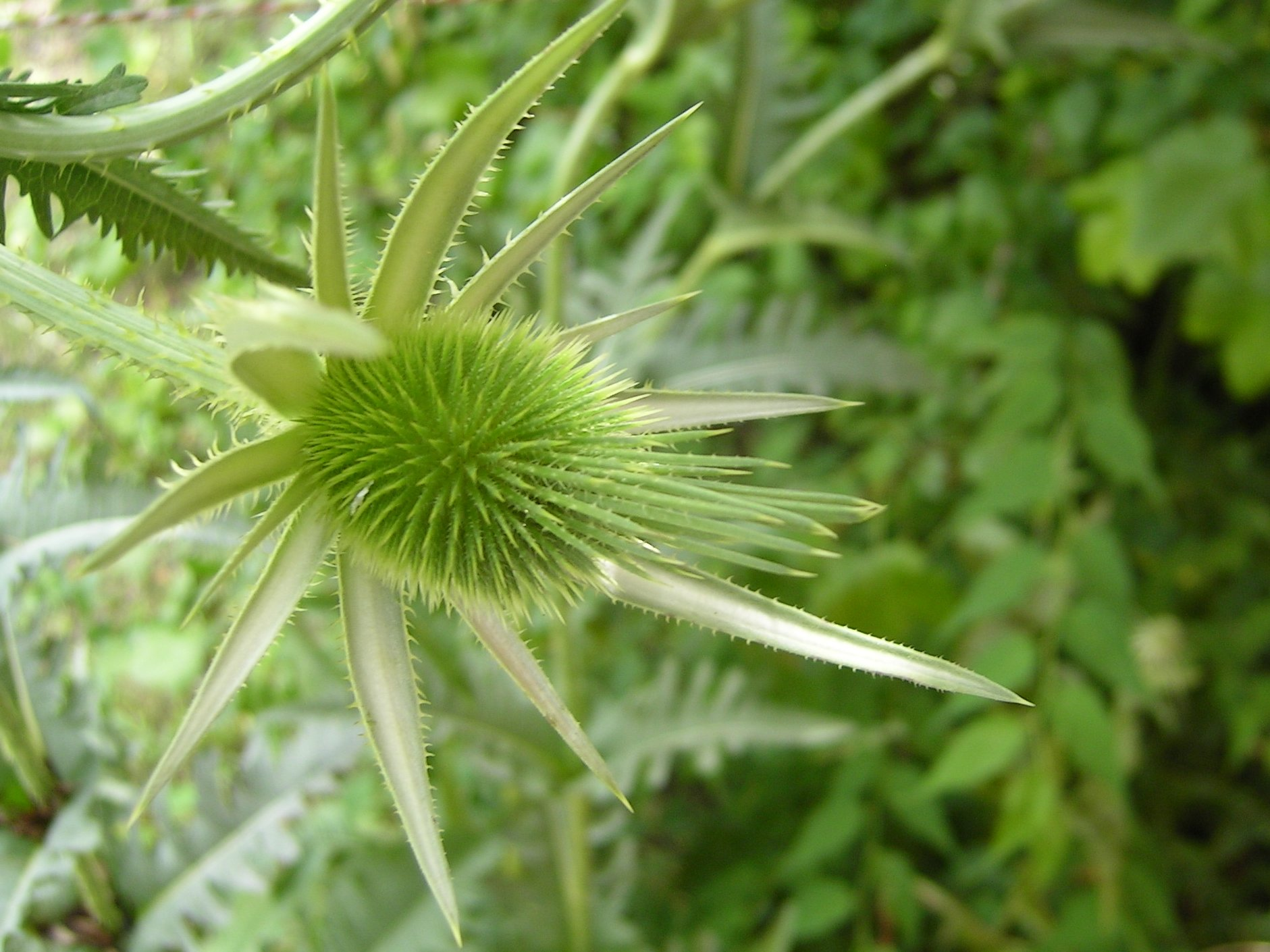
Štětka laločnatá
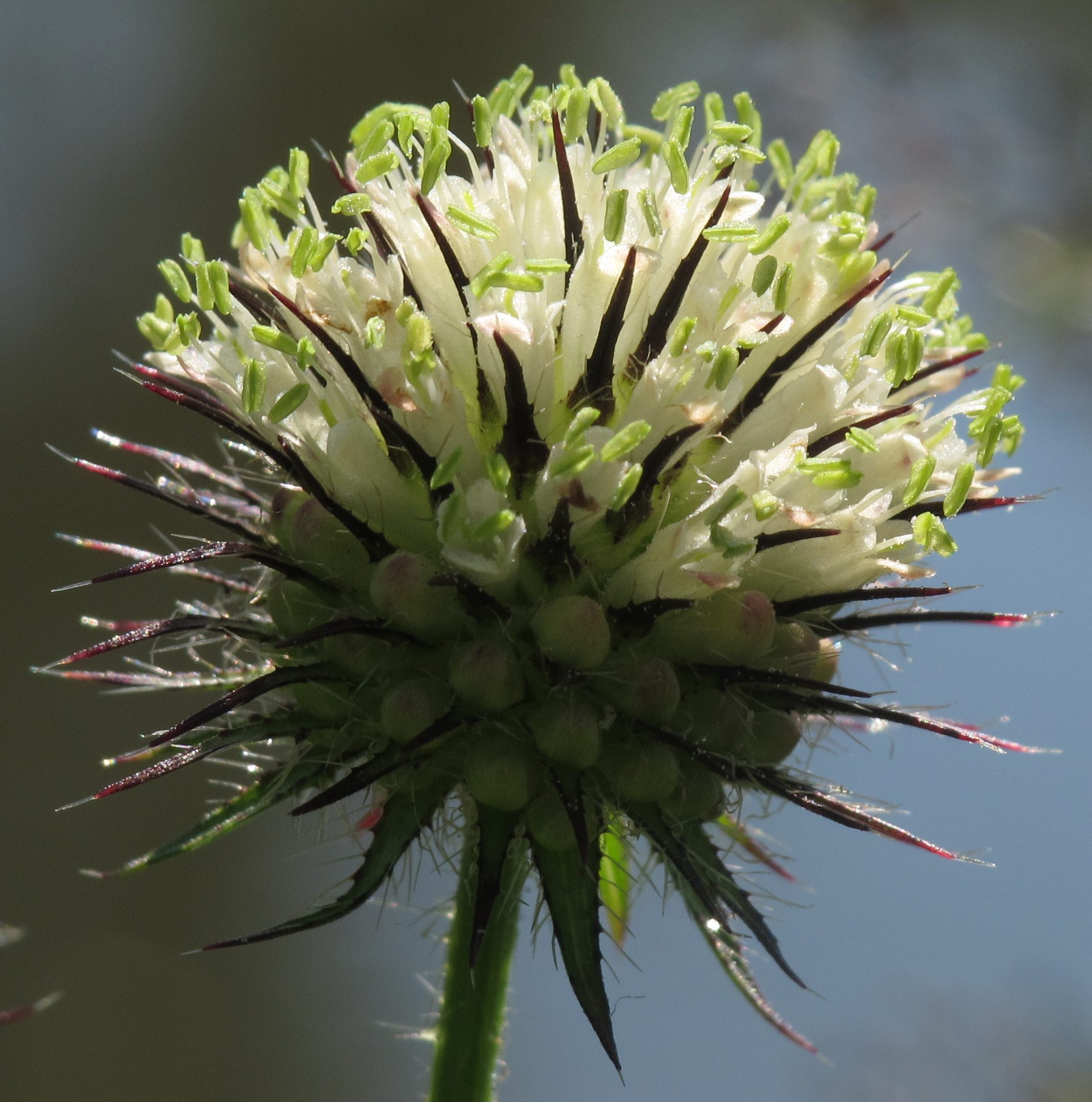
Štětka větší
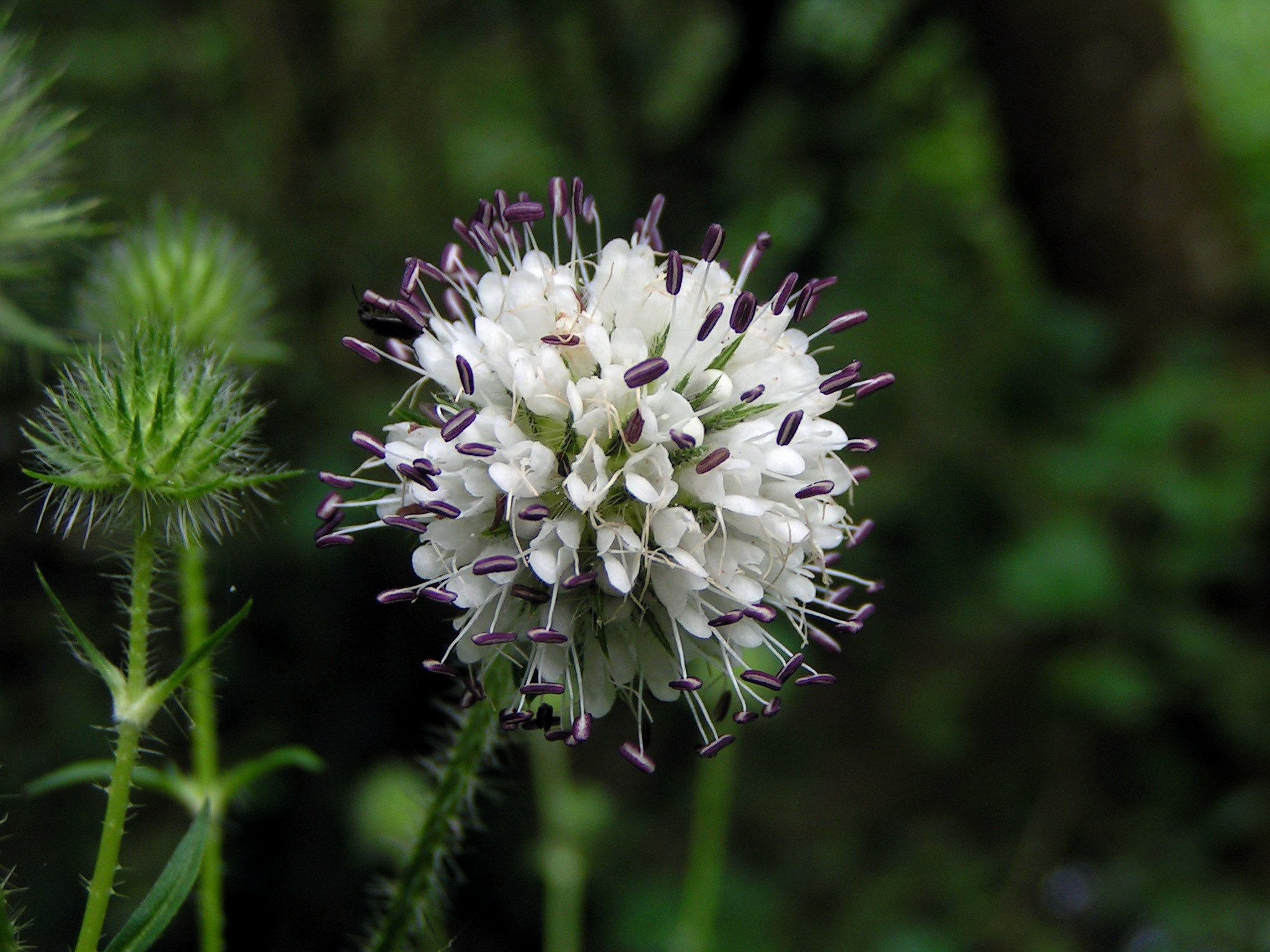
Štětka chlupatá